# Рашин (гміна)
Гміна Рашин (пол. Gmina Raszyn) — сільська гміна у центральній Польщі. Належить до Прушковського повіту Мазовецького воєводства.
Станом на 31 грудня 2011 у гміні проживало 21190 осіб.

## Площа
Згідно з даними за 2007 рік площа гміни становила 43.89 км², у тому числі:
- орні землі: 65.00%
- ліси: 14.00%

Таким чином, площа гміни становить 17.82% площі повіту.

## Населення
Станом на 31 грудня 2011:
| Опис     | Загалом | Загалом | Чоловіки | Чоловіки | Жінки | Жінки |
| -------- | ------- | ------- | -------- | -------- | ----- | ----- |
| одиниця  | осіб    | %       | осіб     | %        | осіб  | %     |
| все      | 21190   | 100     | 10201    | 48.14    | 10989 | 51.86 |
| міське   | 0       | 100     | 0        |          | 0     |       |
| сільське | 21190   | 100     | 10201    | 48.14    | 10989 | 51.86 |

## Сусідні гміни
Гміна Рашин межує з такими гмінами: Лешноволя, Міхаловіце, Надажин.